# Polikryształ

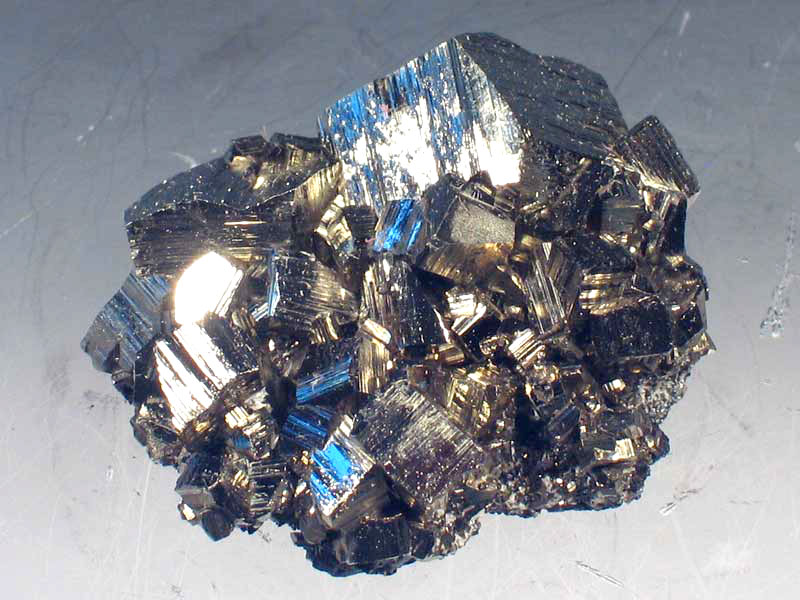
Kryształ pirytu o strukturze polikrystalicznej

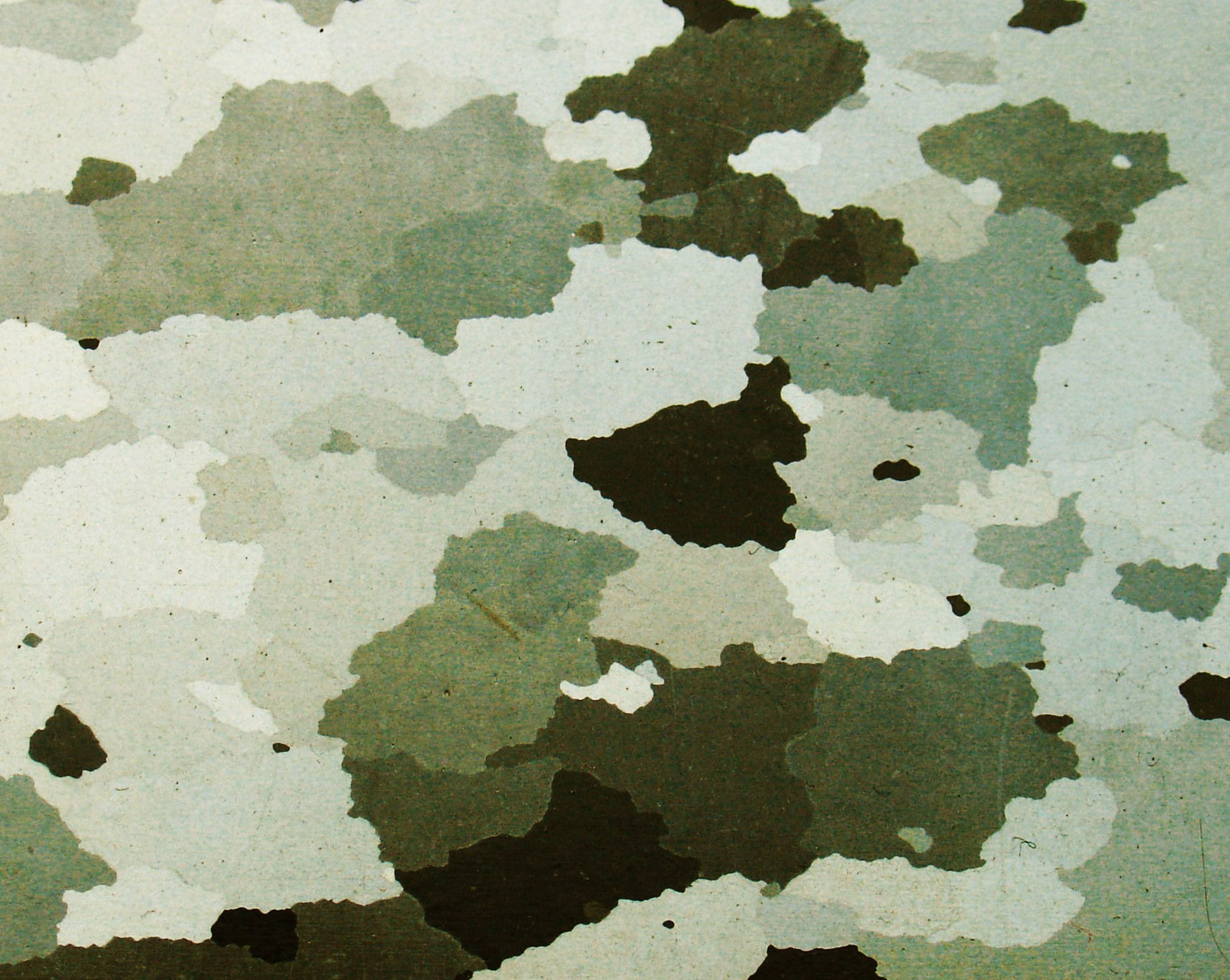
Zdjęcie powierzchni blachy elektrotechnicznej ukazujące strukturę polikrystaliczną

Polikryształ – ciało stałe będące zlepkiem wielu monokryształów, zwanych domenami krystalicznymi lub ziarnami. Domeny w polikrysztale mają zwykle orientację stochastyczną, choć w szczególnych warunkach można uzyskać polikryształy o bardzo regularnym układzie domen.
Układ domen tworzy mikrostrukturę, którą można obserwować za pomocą zwykłego mikroskopu optycznego. Na granicach domen krystalicznych występuje wiele niejednorodności w ułożeniu cząsteczek i w tych miejscach ciało to jest najsłabsze. Powoduje to, że mikrostruktura polikryształu ma bardzo silny wpływ na jego własności mechaniczne. W przełomie ciało polikrystaliczne o stochastycznym układzie domen jest szorstkie, objawiając układ monokryształów w ciele (ich wielkość i ułożenie). 
Olbrzymia większość substancji krystalicznych występujących w naturze ma charakter polikrystaliczny, gdyż do wytworzenia monokryształu o znacznych wymiarach potrzebne są bardzo szczególne warunki. Wyjątkiem są bardzo rzadkie i cenne okazy samorodków złota oraz duże monokryształy naturalnego diamentu.